# Dolichognatha longiceps
Dolichognatha longiceps là một loài nhện trong họ Tetragnathidae.
Loài này thuộc chi Dolichognatha. Dolichognatha longiceps được miêu tả năm 1895 bởi Thorell.